# Ikarovo perje (roman)
Ikarovo perje (1980) je roman Vladimirja Gajška o čudežih in čudakih.
Glavne vloge imajo breznogec Veselonc, krilatec ptič Ikar, zlata šviglja Erinija, jajčece in zarodek Jon, zvezdni pastir Vladimir in detežerec kramar Minotaver. Zgodba romana teče skozi sanje junakov. Breznogec Veselonc in vol Minotaver sta v romanu predvsem deformirana lika. Veselonc je namreč obsojen na invalidski voziček. Ravno zaradi te deformiranosti ima občutek odtujenosti od realnega sveta. Hrepeni po svoji identiteti, ki pa je daleč stran od uresničitve. Sam potuje skozi blodnje svojih sanj in želj, ki so zanj neuresničene, skozi celotno zgodbo pa bije bitko sam s seboj. Breznogcu je bilo dano biti, saj je smrt ves čas bežala pred njim. V zgodbi spremljamo tudi krilatca Ikara, ki pa je pravo nasprotje Veselonca, saj Ikar v življenju uživa. Bil je navajen, da so ga gladili in mu izkazovali ljubezen. Kljub pozitivnosti pa je Ikar doživel nekaj neprijetnih trenutkov, saj so ga v preteklosti imeli za ptičje strašilo, ga vtikali v kletke ter streljali nanj kot na ptico selivko. Ikar in njegovo razmišljanje se skozi roman počasi dviguje na novo višjo raven, zaradi česar postane drugačen in je kasneje izobčen iz družbe. Breznogec Veselonc je imel rad ptička Ikara, sovražil je le Minotavra. V zgodbi je Erinija ljubica Veselonca in Minotavra, slednja pa je najbolj marala Minotavra.
Zunanji svet pa so predstavljali psoglavci, ki vodijo v deželo mrtvih. Tako v notranjem, kot zunanjem svetu breznogca Veselonca skozi zgodbo obravnavajo mrzlobno. Na koncu romana se breznogec Veselonc zave, da je njegov breznogi značaj izviral v prihodnosti, tam, kjer je zaprl najprej lastno gmoto in možnosti, ko je zaprl samega sebe. Zdaj je končno spoznal, zakaj obstaja.
Del besedila je avtor objavil v Dialogih, leta 1982, kjer bolj podrobno razloži razmišljanje Ikara. Roman se začne tako, kakor se konča, le da obrnjeno: »Jaz sem, ki sem« in nato »Sem, ki sem jaz«.

## Kritike
"Avtor ne vidi izhoda v ničemer drugem kot v izboljšanju osnovnih medsebojnih odnosov. Dokler se ti ne izboljšajo, bo načelo o nedotakljivosti človeka le na papirju." (Božidar 1988: 229)
"Zadrega nastane pri branju, kajti čudežev takorekoč ni,čudaki pa so pravzaprav zajeti v glavni osebi Veselonca, ki je (č)lovek brez spodnjih okončin in po avtorjevih prepričevanjih in dopovedovanjih bralcu čudaški in v toliki meri, da že imamo opraviti z blaznežem. Prav to je tisto, kar daje misliti, ali je bil potreben tolikšen trud in umski napor predstaviti takšno bitje v vseh nadrobnostih." (Švajncer 1980: 6)